# Лекаджаіе
Лекаджаіе (груз. ლექაჯაიე) — село в Грузії.
За даними перепису населення 2014 року в селі проживає 422 особи.